# Stereotipia (tipografia)
La stereotipia è una tecnica tipografica che crea riproduzioni in lastre intere, dette stereotipi o cliché, da una forma di caratteri composta o da un qualunque oggetto atto a impressionare un foglio. La parola è stata coniata nel 1795 da Firmin Didot dal greco τύπος, tipo, στερεὸς, solido, immobile.

Le lastre curve della stereotipia per la stampa in macchina rotativa.

## I precursori

### Xilografia e metallografia

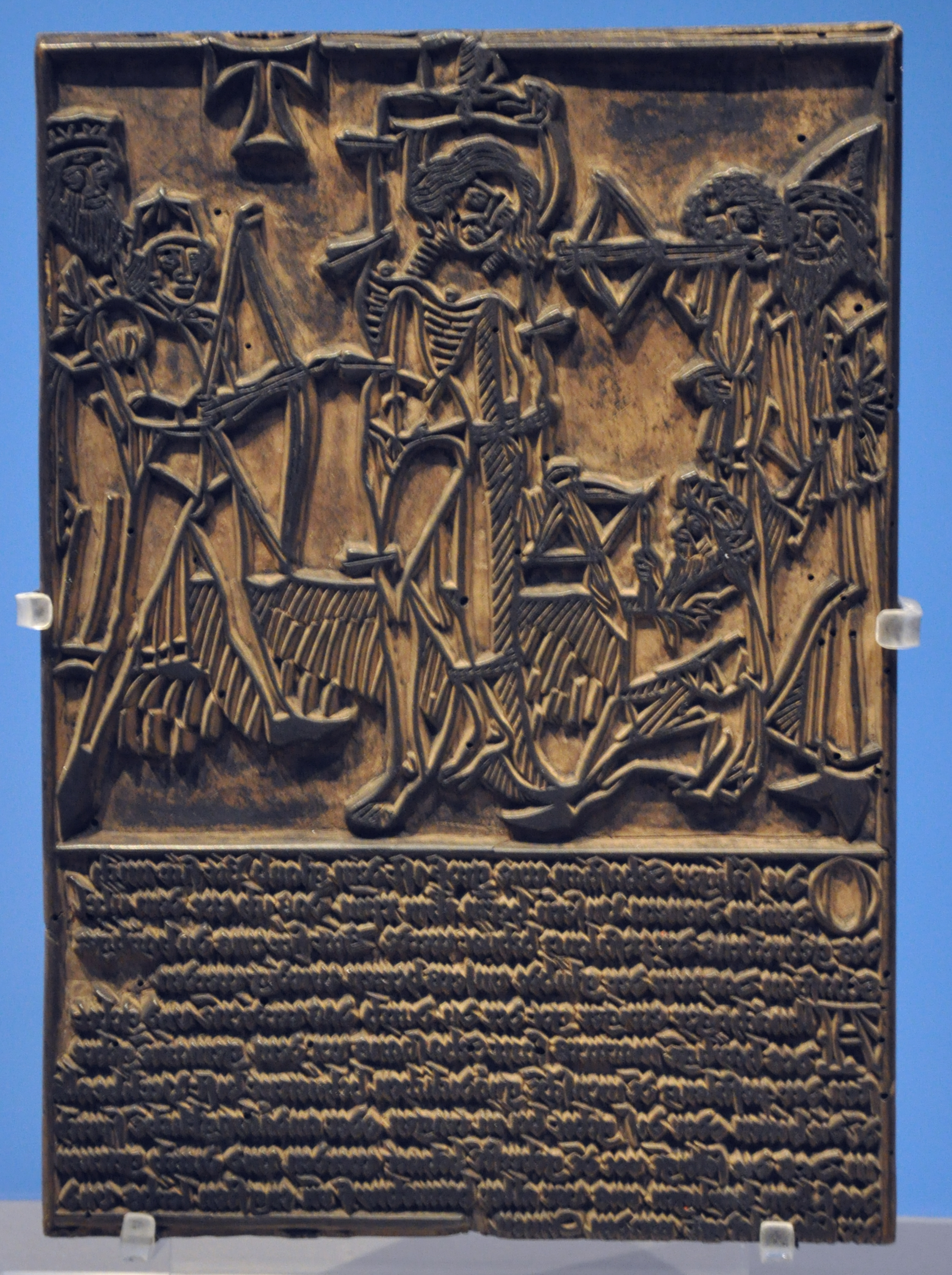
Una matrice xilografica degli anni '70 del XV secolo. Come si vede, è possibile incidere sia testo che immagini

L'idea di stampare con lastre dal contenuto immutabile, perché in un solo pezzo, nasce con le xilografie e le metallografie. Sebbene l'incisione su legno fosse nettamente più comune per le immagini, certi libri, brevi, dalla domanda certa e dal contenuto che non necessitava di modifiche, erano stampati in xilografia. Come evoluzione della xilografia sorse la metallografia, che incideva sul metallo tramite punzoni, ottenendo così uno stampo in cui colare il piombo per creare la forma di stampa. La tecnica eliminava la necessità di incidere ogni singolo carattere, ma introduceva problemi per l'allineamento sulla riga delle lettere e per la planarità degli occhi dei caratteri. I mali della prima metallografia furono alleviati dall'idea di ottenere le matrici per fusione, anziché per battuta dei punzoni. Così facendo, i caratteri potevano essere facilmente allineati sullo stesso piano e la stampa non avrebbe mostrato i segni dei colpi ricevuti dai punzoni. Tuttavia, i risultati delle impressioni erano di bassa qualità, come bassa era la cura per l'esattezza dei testi. Questo fu il massimo raggiunto dall'arte della stampa europea prima dell'invenzione del Gutenberg.
Il procedimento a caratteri mobili mise ovviamente in ombra entrambi i procedimenti, per quanto avesse il difetto che le forme di stampa erano pesanti e soggette a perdere le lettere. Inoltre, le composizioni a caratteri mobili non potevano essere lasciate da parte per ristampe successive a causa dei costosi caratteri che venivano sottratti all'uso. Tuttavia, il grandissimo pregio di non dovere tediosamente incidere ogni lettera nella pagina e non avere tavole di legno che con l'uso si imbarcavano, o di non avere caratteri male allineati e dalla superficie di stampa non piana, compensò ampiamente gli svantaggi.

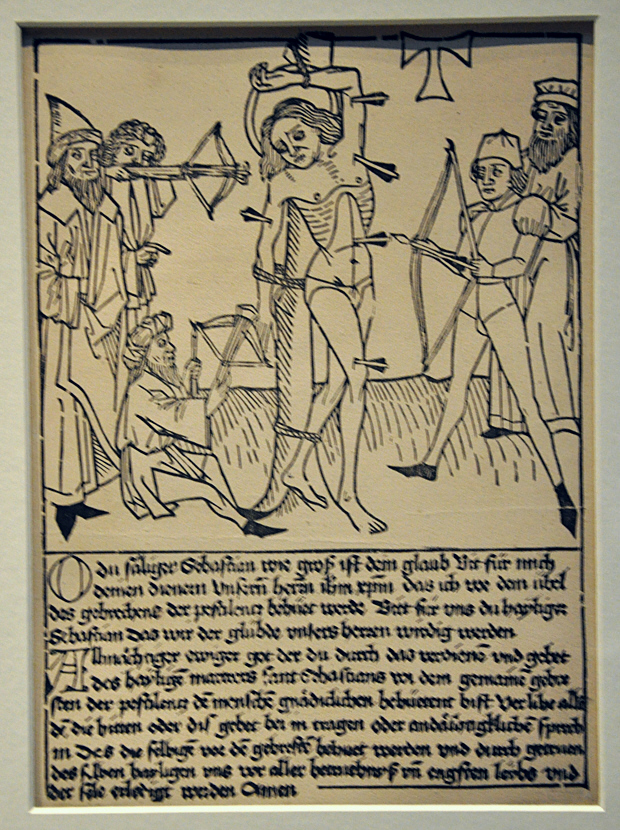
Risultato della stampa della stessa matrice

### Gli Apiano e il sistema Müller
Tentativi che potessero più o meno richiamare l'idea della stereotipia si ebbero già dal XV secolo, ma questi principalmente consistevano nella duplicazione con stampi di rena di lastre incise. La creazione di matrici a partire da caratteri da stampa, invece, è da attribuirsi a un membro della famiglia Apiano. Nel 1530 Pietro Apiano pubblicò un planisfero xilografato, ma in cui i nomi di certi luoghi appaiono essere stati inseriti nella matrice di legno come piastrine stereotipate, formate da un calco di caratteri da stampa. È invece molto più sicuro che per le Bairische Landtafeln, un atlante geografico della Baviera del 1568, Filippo Apiano, figlio di Pietro, decise di far realizzare la cartografia in xilografia, aggiungendo poi, con caratteri da stampa, i nomi ai luoghi. Da queste matrici in legno e piombo furono creati stampi, giungendo poi a lastre da stampa, che tuttora si conservano. L'unico passo che mancò agli Apiano per essere considerati inventori della stereotipia fu l'applicare l'invenzione alle pagine di solo testo.
Nel XVIII secolo la stereotipia trovò molti tecnici pronti a dedicarvisi. Nel 1701 Johann Müller, padre luterano a Leida, stampò con suo figlio un libro di preghiere, unendo i caratteri da stampa alla base, in modo che non potessero muoversi dal posto. Poco dopo, il Müller si accordò con l'orafo Van der Mey e produssero per il libraio Samuel Luchtmans tavole di caratteri saldati per alcune sue edizioni. Un articolo scritto nel 1798 dichiarava che, dopo un secolo d'uso, queste tavole avevano "le lettere […] ancora buone" e lo stesso confermavano i possessori delle stesse lastre due anni dopo. Per quanto il procedimento fosse stato efficace, non è possibile concedere la paternità della stereotipia al Müller o al Van der Mey, poiché il loro sistema semplicemente univa caratteri di stampa già fusi, e non creava una lastra da un loro calco.

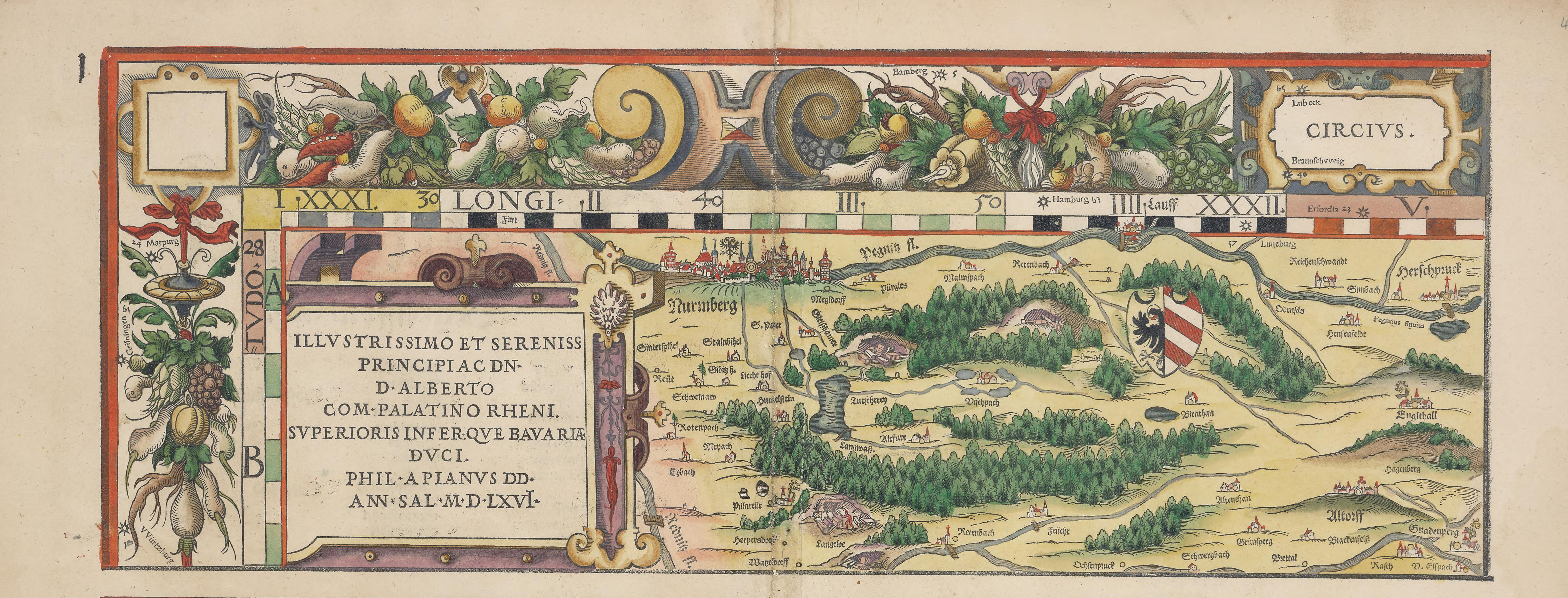
Prima tavola delle Bairische Landtafeln. Si può notare come le scritte non siano state incise con la cartografia nel nome di Gnadenperg, nell'angolo in basso a destra. La scritta, infatti, "taglia" il fiume, quando, se fosse stata incisa, avrebbe potuto raccordarvisi più elegantemente

## L'invenzione di William Ged
Le tecniche che impiegavano stampi sfruttavano rena (tipica della metallurgia), o pasta di carta umida, o gesso o argilla. Verosimilmente, Filippo Apiano sfruttò la sabbia per le sue tavole, mentre la tecnica preferita nel Settecento fu l'ottenere dei calchi con un materiale plastico, ovvero plasmabile. Il primo che riuscì con successo nell'impresa fu l'orafo scozzese William Ged, che cominciò a sperimentare con lastre create a partire da forme di stampa composte ordinariamente nel 1725. Due anni dopo, il Ged affermava di essere in grado di eseguire impressioni indistinguibili da quelle tipografiche a caratteri mobili. Nel 1729 l'orafo si mise in società con William Fenner, cartolaio a Londra, che per contratto sarebbe venuto a conoscenza del procedimento, per sfruttare la sua invenzione. Giunto a Londra, cominciò ad attrezzare la sua officina e a preparare lastre dimostrative a partire da una Bibbia, riuscendo, in una gara col fonditore William Caslon, a creare una pagina stereotipa in poche ore. La lastra era descritta come un tutt'uno e la sua fabbricazione non impiegava saldatura.
Il processo di stampa plate-way, come l'ebbe a definire il suo creatore, aveva guadagnato una certa fama dopo la gara col Caslon e nel 1730 si avviava verso un suo impiego per la pubblicazione di Bibbie e Common-prayer-books per l'università di Cambridge. La novità del metodo, la qualità dei caratteri e l'inettitudine, che talvolta si trasformava in aperta ostilità, dei tipografi in compagnia col Ged non consentirono una bontà di stampa sufficiente. Le prove si protrassero per anni, finché fu persa la fiducia nel metodo e nel 1735 la vedova Fenner propose all'Università un nuovo contratto, che fu rifiutato, per l'impressione di quelle stesse opere in modo ordinario. Ad ogni modo, a Cambridge furono stampate circa quarantamila tra Bibbie e Common-prayer-books, totalmente o parzialmente in plate-way.

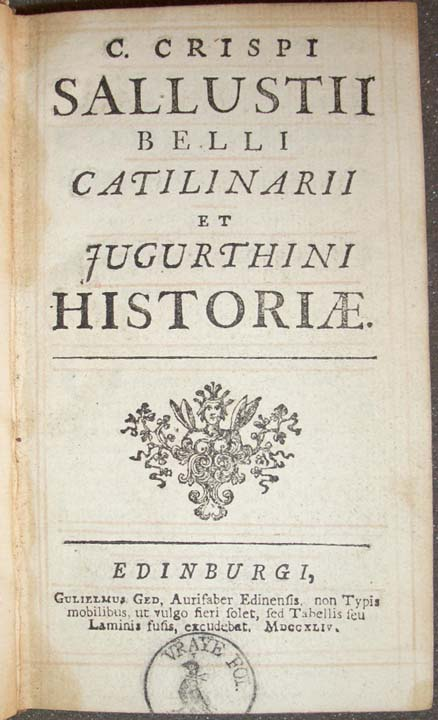
Frontespizio del Sallustio pubblicato da William Ged. Sotto il nome della città si legge «Guliermus Ged, aurifaber Edinensis non typis mobilis ut vulgo fieri solet, sed tabellis seu laminis excudebat»

William Ged abbandonò la città universitaria nel 1733 e tornò nella sua nativa Edimburgo, dove i suoi amici vollero finanziare un'opera che dimostrasse le possibilità del suo sistema e così fu composta da suo figlio dodicenne James un'edizione dei Bellum Catilinæ e Iugurthinum di Sallustio. L'ostilità della comunità tipografica era palese, giacché James Ged, malgrado avesse a malapena un anno d'esperienza nell'arte, fu l'unico che volle imbarcarsi nell'impresa, lavorandovi di notte, quando nell'officina dov'era apprendista non erano presenti i suoi colleghi compositori. Il Sallustio fu dato alle stampe nel 1736, per quanto meno di un secolo dopo già non si trovassero esemplari conservati con quella data, ma solo del 1744, e non incontrò molta fortuna, poiché la figlia di William Ged testimoniava che quasi cinquant'anni dopo ne rimanevano copie invendute. Dopo il classico latino, il metodo fu nuovamente applicato nel 1742 a Newcastle (esistevano ancora attriti coi tipografi di Edimburgo) per due libri religiosi.
La qualità del lavoro del Ged non fu mai delle migliori. Riguardo al Sallustio, suo figlio scrisse che le matrici di stampa non potevano essere belle perché gli stessi caratteri erano in cattive condizioni, con una qualità totale che «non [aveva] nulla di rimarchevole». Una descrizione più generosa le dichiara «ben stampata, ma sarebbe potuta esserlo ancora meglio», i caratteri stessi, cruccio continuo del Ged, sono, al contrario di quanto solitamente detto, descritti come «molto carini e molto belli a vedersi». La mancanza di mezzi colpì anche la gestione del testo, con una sillabazione non conforme alla grammatica latina. Le edizioni di Newcastle avevano un'esecuzione «indifferente».
L'arte del plate-way morì con i due figli maschi dell'orafo, che fallirono nel renderla di successo. A conferma della sua utilità, comunque, il Ged padre ricevette offerte di lavoro dall'Olanda, che sempre rifiutò. Essendo rimasta la tecnica sempre segreta o quasi per difendersi dalla concorrenza sleale dei soci, non si ha notizia diretta dei suoi dettagli. Edward Mores, nella sua Dissertation upon English typographical founders and foundries del 1778, dichiara che il sistema di William Ged partiva da calchi in gesso delle forme di stampa, per poi colare in essi la lega di piombo per i caratteri. L'ipotesi, che non cita fonti, pare essere contraddetta dalle stesse lastre realizzate per il Sallustio, alcune conservatesi, che non presentano i segni tipici di una colatura di gesso. Inoltre, i tempi di asciugatura del gesso non avrebbero consentito la realizzazione in poche ore di una lastra pronta per la stampa, che veniva dichiarata. Pare più probabile che la forma con le lettere fosse stata premuta su un qualche materiale plastico.
In qualunque modo William Ged avesse lavorato, le descrizioni delle sue lastre non lasciano dubbi sul fatto che siano state ottenute a partire da una pagina normalmente composta. Per questo motivo, al Ged generalmente è attribuita l'invenzione della stereotipia modernamente intesa. I pregi della tecnica erano già chiari a suo figlio James, che reclamizzando il suo lavoro li riassumeva:
1. Risparmio sui caratteri tipografici, visto una volta che le lastre plate-way sono state fuse le forme di partenza possono essere smontate. Con la tipografia tradizionale è necessario avere tirato il numero fogli che si prevede, prima di procedere allo smontaggio, bloccando così i compositori per mancanza di caratteri. I caratteri non sono soggetti all'usura del torchio, né all'incrostarsi d'inchiostro. La facilità di conservazione delle lastre rende possibili anche piccole e costanti tirature, con riduzione delle spese di immagazzinamento di carta, inchiostri e volumi pronti;
2. La correzione degli errori è semplice e, una volta corrette, le lastre rimangono tali;
3. Avendo bisogno di minori quantità di caratteri, diviene economico usarne di migliore qualità e la bontà degli stessi rimane costante durante la stampa di tutta l'opera, poiché non sono soggetti a usura, mentre le lastre si usurano tutte ugualmente»

(Rielaborato da Ged, 1781, pp. 29-31)
Come si vede, il campo d'impiego della nuova tecnica rimaneva sostanzialmente quello delle xilo- e metallografie della fine del Medioevo: opere (questa volta senza limitazioni di lunghezza) dalla domanda magari limitata, ma costante, che non richiedono aggiornamenti al contenuto. La disgraziata plate-way non prese piede e negli anni successivi altri, ignari della sua esistenza, si cimentarono in quella che ancora non si sapeva si chiamasse stereotipia.

## La stereotipia in Europa nel Settecento

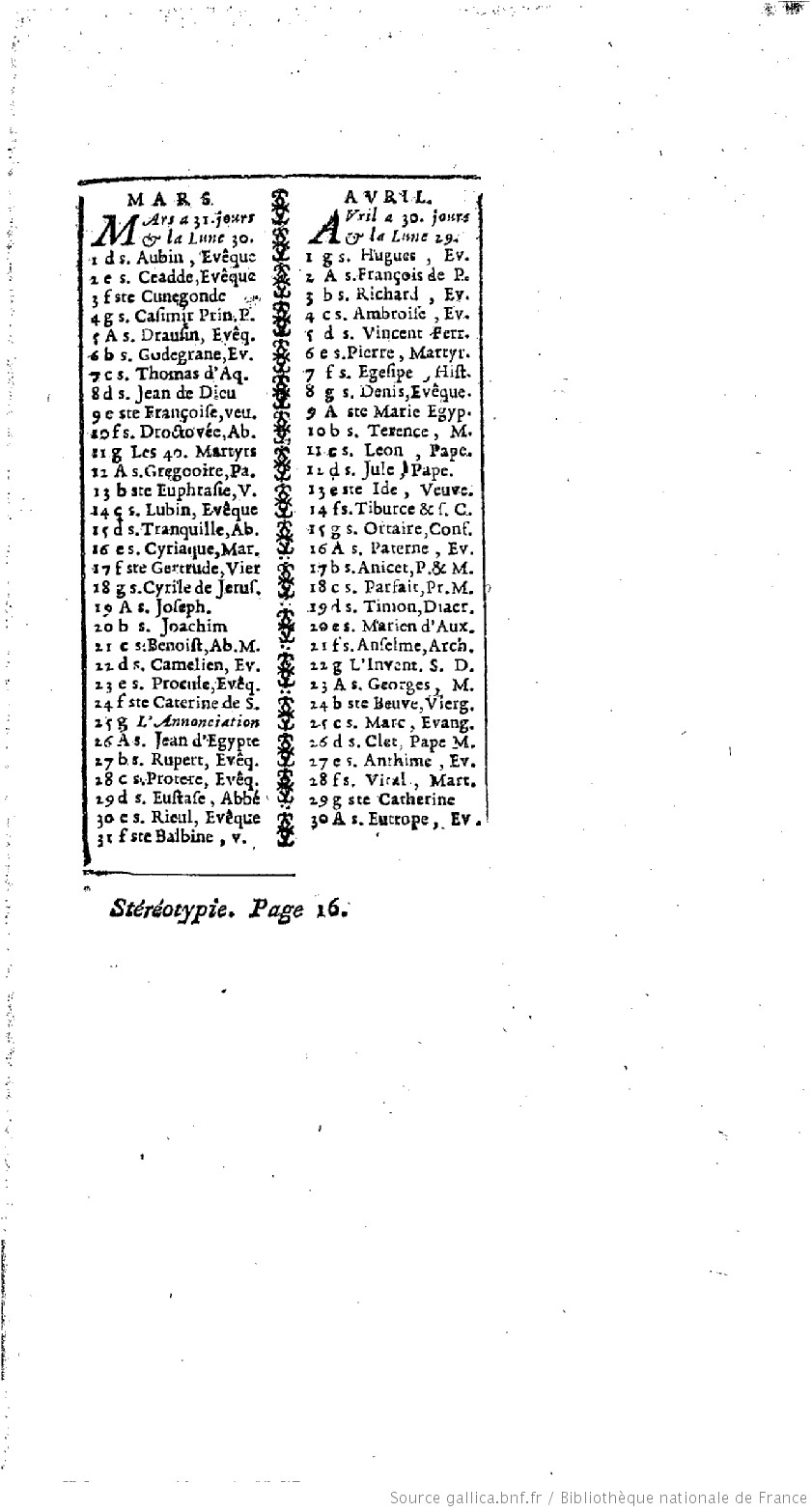
Pagina di un libro d'ore ottenuta da A. G. Camus con una lastra stereotipa di rame del Settecento, forse della tipografia Valleyre

Tra la fine del XVII inizi del XVIII secolo, il tipografo Valleyre di Parigi preparava lastrine di rame per i calendari con le memorie dei santi di libri d'ore, colando il metallo in madri in argilla o rena prese da ordinarie forme di stampa. Tuttavia, non è possibile datare precisamente la sua opera, se non fidandosi, per il termine ante, della testimonianza di un operaio compositore che affermava di aver visto usare quelle lastre prima del 1735.
Nel 1740, Michael Funckter pubblicava a Erfurt un manuale di tipografia e in esso dava notizia dei metodi che erano comuni nella città. Si impiegavano i già ricordati stampi di gesso o di sabbia, oppure si ricavavano impressioni in matrici di piombo battendovi sopra l'oggetto da riprodurre. L'uso, però, pare escludesse i testi, privilegiando xilografie, capilettera eccetera.
Nell'ultimo quarto del secolo XVIII, Alexander Tilloch, ignaro dell'opera del Ged, si era anch'egli interessato nella costruzione di matrici da forme di stampa. Sulla praticità dell'applicazione in tipografia di pagine fuse in un tutt'uno, trasse circa le stesse conclusioni di James Ged e si mise in società con Andrew Foulis, stampatore dell'università di Glasgow. Similmente al suo compatriota, Tilloch ricevette una pagina composta per sperimentare la sua tecnica e le prove, cominciate nel 1779, dimostrarono la bontà del metodo. Terminati i tentativi, come il Ged il Tilloch fu in grado «to produce plates, the impressions from which could not be distinguished from those taken from the types from which they were cast». Le stampe di volumi da vendersi presero l'avvio negli anni '80, per un totale di quattro titoli in edizione economica, e videro l'avversità dei tipografi tradizionali. Si ha anche notizia di un Virgilio, probabilmente stereotipato allo stesso modo. Il metodo impiegato, in una testimonianza resa dallo stesso inventore, si basava su stampi di gesso. I problemi più grandi, data la sottigliezza delle figlie rispetto alle normali forme composte a caratteri mobili, furono dati dall'inserire sotto la lastra spessori che la portassero a un'altezza adatta all'essere colpita correttamente dalla platina del torchio.

## Gli sviluppi in Francia

### La politipia e la logografia di François Hoffman
Nel 1784 François-Ignace-Joseph Hoffman, avendo fatto tesoro delle esperienze dei suoi predecessori, e in particolare degli stampi in argilla del Ged, introdusse un nuovo metodo e perfezionato di stereotipia. È il primo inventore che abbia lasciato una memoria contemporanea del suo sistema, scritta per brevettare la sua invenzione nel 1792. I suoi stampi erano composti da una miscela di argilla o creta e gesso e altri materiali. La differenza con i suoi predecessori sta nel fatto che la lega da stampa non venisse colata nello stampo, ma formata in una lastra e, leggermente freddatasi, impressa nel calco. L'invenzione, ritenuta adatta sia per le immagini sia per gli scritti, fu chiamata politipia e una stamperia politipica fu impiantata a Parigi dallo Hoffmann e da suo padre. Malgrado il metodo non avesse molto d'originale, gli Hoffmann riuscirono ad ottenere in Francia "la protezione di un governo illuminato", avendo accordati lo sfruttamento esclusivo della tecnica e la stampa di un giornale letterario, il Journal Polytype. La politipia fu anche impiegata per riproduzione di scritti a mano e di musica. Per quanto le stampe non fossero di buona qualità, certamente semplificavano notevolmente il processo di fabbricazione delle due forme di pubblicazioni, che tradizionalmente non poteva che basarsi sull'incisione. Le fortune degli Hoffmann durarono poco, e nel 1787 il privilegio fu revocato e la stamperia chiusa. Il sistema di creazione delle lastre, comunque, era lungi dall'essere perfetto: esistevano gli stessi problemi di rialzare la figlia ad un'altezza adatta avuti dal Tilloch, di mantenere quest'altezza costante durante la stampa di tutti i fascicoli e di ottenere un'impressione nitida. Tuttavia, la pubblicità che fece alla sua politipia generò molti emuli in Francia, e la tecnica cominciò a diffondersi.
Dopo il fallimento della sua impresa, François Hoffmann si dedicò alla logografia, cioè alla tipografia che, accanto ai caratteri ordinari, prevedeva "legature" con le combinazioni di lettere più comuni, velocizzando, nelle sue intenzioni, la composizione. Anche in questo caso, l'idea non era nuova ed era già stata applicata in precedenza; inoltre, l'auspicata velocizzazione della composizione non avveniva, poiché le casse logografiche erano molto estese, dovendo accogliere molti più caratteri, e gli operai non riuscivano a lavorare più velocemente che coi metodi tradizionali. Nuova invece era la proposta di saltare la fase della composizione ordinaria, inserendo i caratteri, con attrezzi da lui progettati, direttamente sullo stampo d'argilla.

### Le idee di Philippe Gengembre e gli assegnati

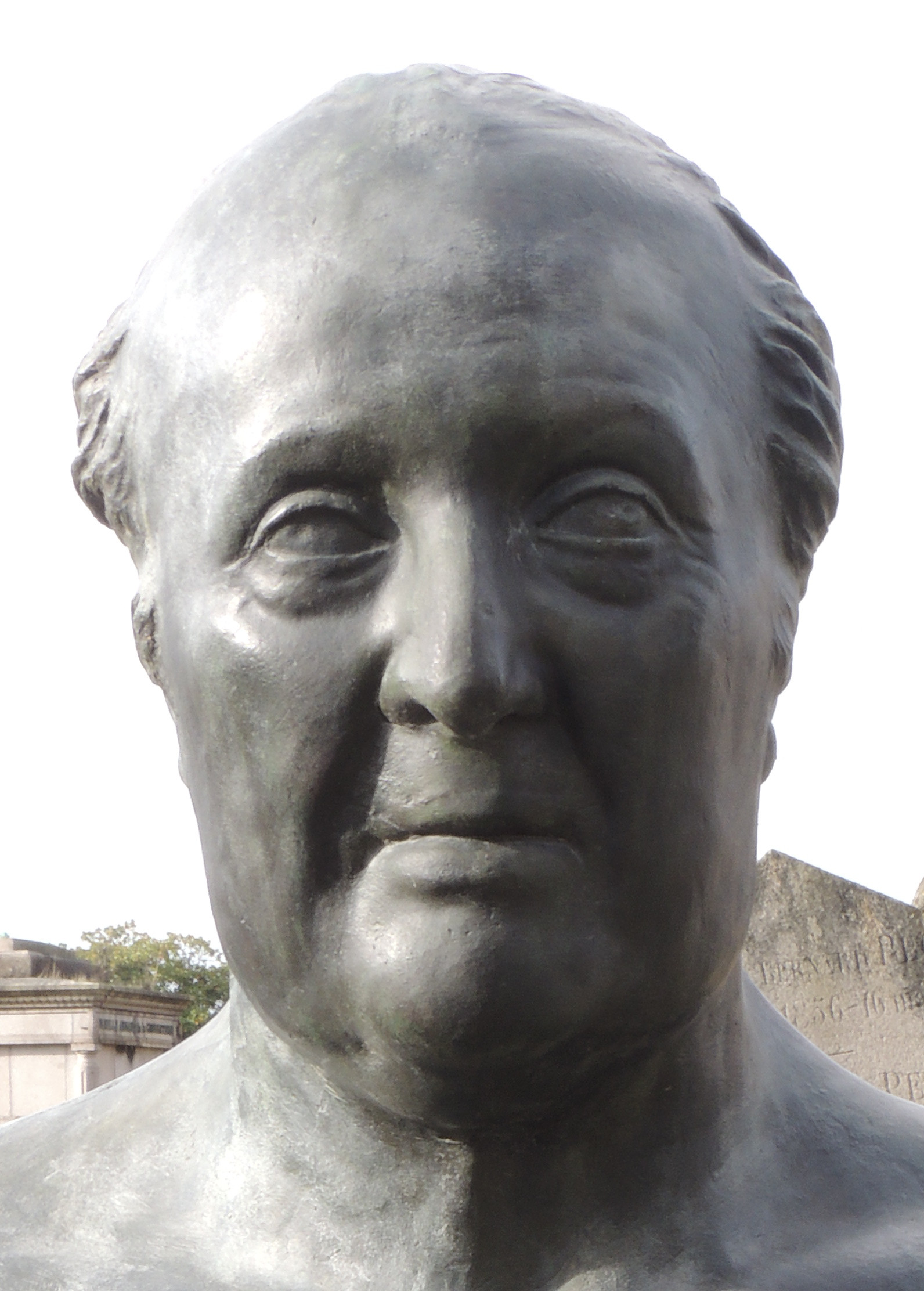
Busto di Philippe Gengembre sulla sua tomba

Un nuovo campo d'applicazione per la stereo- e la politipia cominciò ad aprirsi nel 1789, quando l'ingegnere Philippe Gengembre, della zecca di Parigi, cominciò a sperimentare dei procedimenti per ottenere lastre da stampare calcograficamente a partire dalla scrittura a mano. La scrittura, similmente al sistema Hoffmann, veniva vergata con un inchiostro particolare su una piastra di rame, che poi avrebbe impressionato, lasciando incavi dov'era la scrittura, o una lastra di piombo raffreddantesi, o una di rame ammorbidito a martello. Il metodo era dunque politipico. Soddisfatto dei suoi tentativi, si mise in società con suo cognato, Louis-Étienne Herhan. Nello stesso periodo, il Gengembre inventò anche un sistema per duplicare esattamente le matrici calcografiche: il disegno veniva inciso su una piastra d'acciaio e questa veniva pressata, lasciando un rilievo, su una piastra di rame dolce. La matrice in rilievo, poi, poteva essere accoppiata a una lastra di rame ricotto, più morbida, e passata al laminatoio, ottenendo nuovamente il disegno in incisione.
L'ingegno del Gengembre trovò applicazione pratica e diffusa nell'emissione degli assegnati, portando per la prima volta la stereotipia nel campo delle grandi e frequenti tirature. Con decreti del 19 e 21 dicembre 1789 fu istituita in Francia la Caisse de l'extraordinaire, col compito di emettere assegnati, garantiti dalla vendita delle proprietà statali ed ecclesiastiche. I numeri dei biglietti da stampare erano inauditi, giacché il valore che gli assegnati dovevano coprire salì dai già ragguardevoli 140 milioni di lire tornesi del dicembre 1789 al miliardo e 200 milioni totali raggiunto col decreto del 29 settembre 1790. I tagli emessi erano otto, con milioni di biglietti in circolazione. La situazione del Paese non consentiva una grande puntigliosità nella creazione delle matrici per la stampa, che risultarono dissimili tra loro e facili a falsificarsi. Tra l'emissione creata nell'aprile 1790 (400 milioni di lire) e quella del settembre (800 milioni), le qualità artistica e di stampa degradarono notevolmente.
Proprio al riguardo di quest'ultima emissione, il Gengembre pubblicò per l'assemblea costituente un opuscolo descrivente il modo che intendeva usare per fabbricarla. Il suo metodo risolveva i problemi di duplicazione identica delle matrici-madri, che tanto affannavano il governo. Le lettere e i contorni dei biglietti sarebbero stati impressi con figlie fuse "espresse", quindi verosimilmente nella sua politipia, le calcografie che avrebbero ornato i biglietti sarebbero state riprodotte identiche con un processo "chimico meccanico" a partire a una sola incisione, le firme e i valori manoscritti in coulée sarebbero stati riprodotti direttamente dallo scritto originale, vergato su una lastra appositamente preparata. Proponeva, sostanzialmente, di usare le sue intuizioni già descritte, badando, ovviamente, di non dare troppi dettagli e svelare i meccanismi di fabbricazione.
I suoi consigli non furono immediatamente accolti per gli assegnati, ma i sempre crescenti tentativi di falsificazione alla fine avrebbero fatto vincere la sua proposta. Nel frattempo, la cassa patriottica del 14 luglio 1791 chiese al Gengembre di occuparsi della stampa dei suoi biglietti da 50 soldi. Col procedere della Rivoluzione, e la sua sempre maggiore dipendenza sull'assegnato, la necessità aguzzò l'ingegno di molti francesi e tecniche simili a quelle già ricordate cominciarono ad essere impiegate diffusamente nella stampa dei biglietti. Nel '93 Louis-Étienne Herhan si era sufficientemente impadronito delle tecniche del cognato per fornire al governo quasi diecimila lastre identiche per le calcografie sugli assegnati.

### Le edizioni Didot

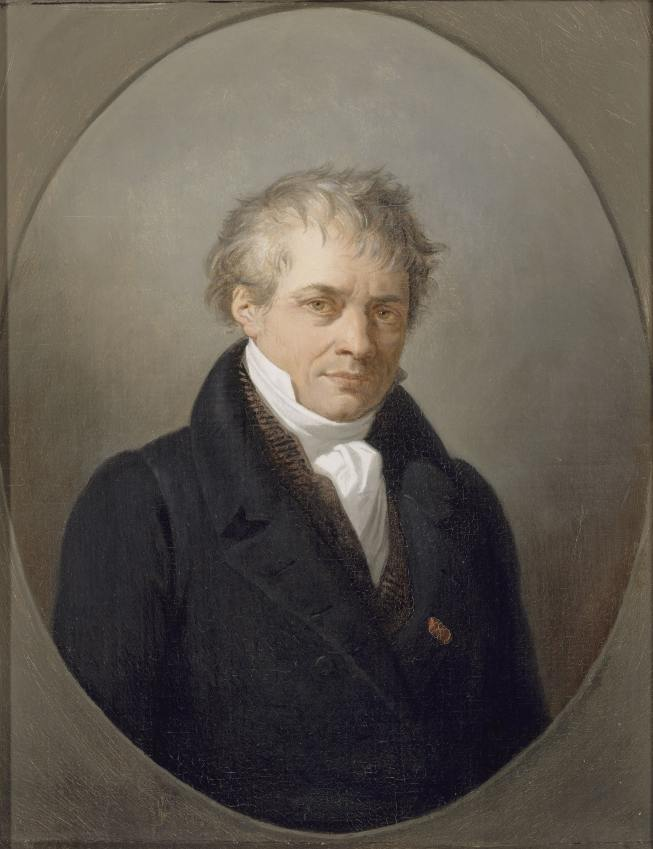
Firmin Didot nel 1823

L'esperienza della carta-moneta portò i fratelli Pierre e Firmin Didot, stampatori degli assegnati dalla seconda creazione in poi, a conoscere lo Herhan e a sviluppare e brevettare loro sistemi di stereotipia. Il primo aveva inventato un procedimento che consisteva nella creazione di una matrice a partire dalla pressione a freddo su di essa della forma di stampa, il secondo intendeva eliminare la creazione della madre stereotipica, Per fare ciò, proponeva di fondere caratteri che avessero la lettera non a sbalzo, ma in incuso, come le matrici e che perciò chiamava "matrici mobili". Così facendo, la forma di stampa veniva ad essere un tutt'uno con la matrice e da essa si poteva giungere direttamente alla lastra pronta per il torchio, richiamando quindi la tecnica della dimenticata metallografia.
Avuti concessi i brevetti, i tre si decisero a sfruttare le loro idee, come già aveva fatto lo Hoffmann. Per pubblicizzare il loro sistema, fu pubblicato un Prospetto delle edizioni stereotipe che, soprattutto, ne propagandava l'economia e altri pregi non dissimili da quelli già ricordati. La società si proponeva di fornire agli editori lastre stereotipe pronte, dimodoché rimanesse solo da inchiostrarle e imprimerle sulla carta, riducendo le dotazioni dell'officina tipografica al solo torchio da stampa. I libri ottenuti avrebbero avuto un prezzo di circa la metà di quelli ottenuti con le tecniche tradizionali, ma ne avrebbero avuto la stessa qualità. Per dimostrare ciò, erano state preparate per la vendita le figlie per stampare un Virgilio, che è il primo libro preparato in stereotipia dalle officine dei Didot. Per quanto membro della società, il sistema dello Herhan non fu impiegato nella realizzazione delle tavole, che nascevano invece da normali forme di stampa, composte però da caratteri di una lega più dura di quella normale tipografica, da cui si ricavavano matrici secondo il brevetto di Firmin Didot.
Il Virgilio, però, non è stato il primo libro a chiamarsi "stereotipo", poiché questo primato va invece alle tavole dei logaritmi di François Callet, dove appare per la prima volta il termine, coniato da Firmin Didot stesso, il quale ne spiega l'etimologia nell'avvertenza all'opera. Si legge, infatti:
(Callet, 1795 an. III, p. iv)
Per quanto chiamati in tal modo, i logaritmi del Callet non erano stampati in stereotipia modernamente intesa, perché il tipografo nella stessa avvertenza dichiarava di aver saldato insieme i caratteri con procedimento, quindi, analogo a quello del Van der Mey. Poco dopo, si proponeva di stampare oltre ad altre tavole di matematica, edizioni stereotipe di Virgilio e Orazio, preannunciando la sua opera futura.
Come altri prima, la società Didot-Herhan fu avversata dalla comunità tipografica tradizionale, il cui giudizio si può riassumere in quello dato da uno scritto contemporaneo al Prospetto che bollò i procedimenti di stereotipia come 
(Stoupe, 1806, p. 39)
I pregi del non dover ricomporre le forme per preparare nuove tirature erano, a parere del libellista, compensati dai costi della preparazione delle nuove impressioni e dai rischi di danneggiamento delle lastre durante le operazioni. Il risparmio dell'acquisto delle tavole già pronte per la stampa era solo apparente, e dimostrava che un'edizione composta normalmente veniva a costare, a parità di tiratura, un sesto della sua omologa stereotipa.
Il sistema Herhan di stereotipia fu migliorato e impiegato dai fratelli Mame, successori dell'inventore. Le matrici mobili erano realizzate in rame ed era stato risolto il problema dell'avere incisioni dei caratteri di altezza costante in tutte le matrici. A conferma della bontà raggiunta dal metodo, dalle officine dei Mame uscivano ogni mese due migliaia tra pagine e cliché.

## Gli sviluppi in Gran Bretagna

### Il sistema Stanhope
Nello stesso anno 1797 in cui lo Herhan e il Didot avevano concessi i loro brevetti, a Glasgow Patrick Wilson immaginava di sostituire alle lastre di rame da calcografia dei vetri acidati. Il processo non dette i risultati sperati, ma lasciava presagire una possibilità nel duplicare calcografie realizzate nel modo comune. Difatti, James Tassie, su suggerimento del Wilson, riuscì nell'impresa, con uno stampo in materia plastica; le applicazioni di una riproduzione esatta e indefinita di un'incisione furono viste, come già in Francia, specialmente nel campo delle carte valori. Le lastre di vetro usate, inoltre, essendo più dure dei metalli impiegati nella stampa, avrebbero avuto una durata maggiore e una migliore resistenza all'usura.

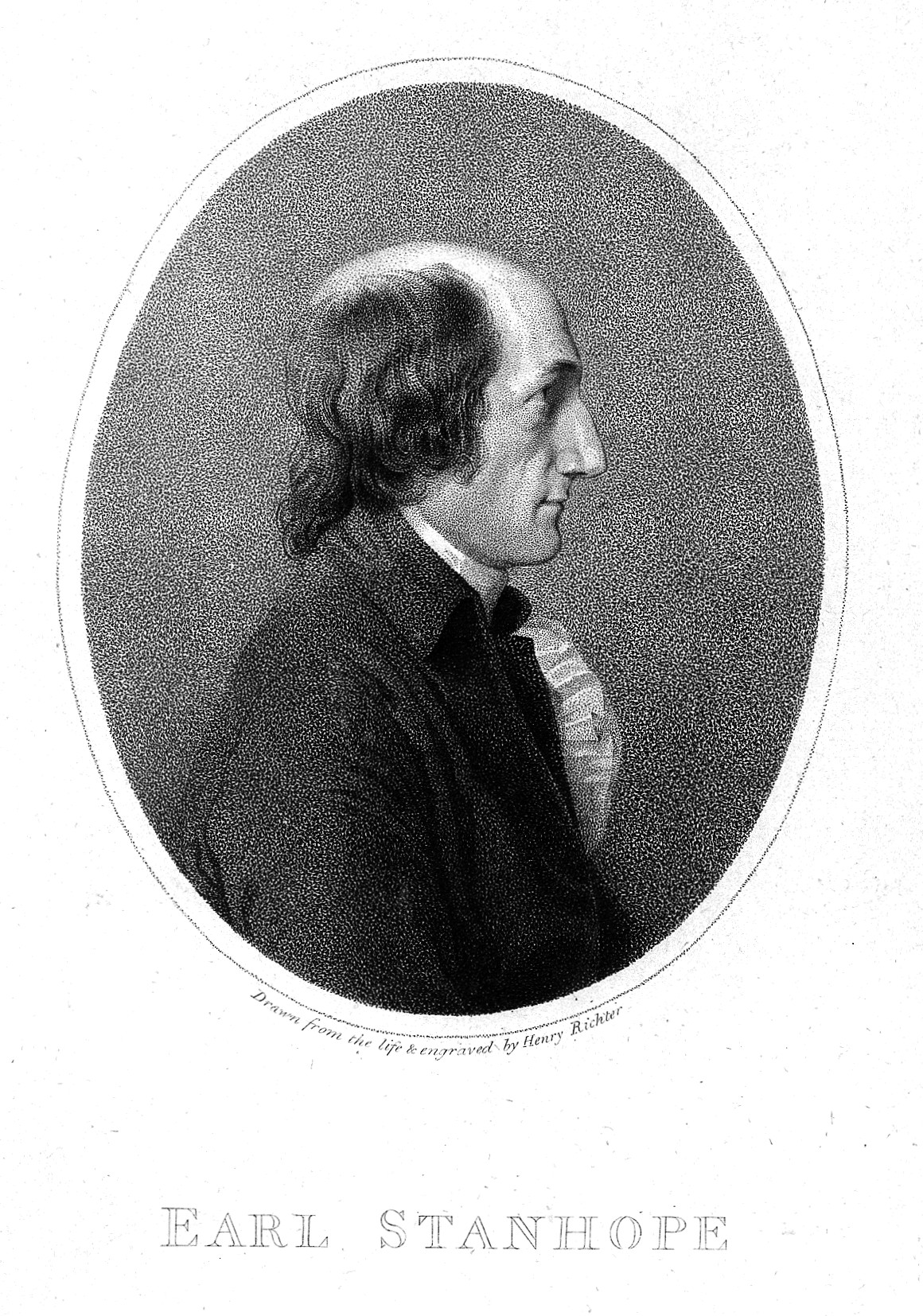
Il conte di Stanhope

Un processo che ebbe notevolmente più fortuna di quello sostanzialmente dimenticato del professor Wilson, fu quello che porta il nome di Lord Charles Mahon, conte di Stanhope, il cui sviluppo cominciò nel 1800. Avendone conosciuto il lavoro, il conte di Stanhope decise di descrivere la sua idea al già nominato Alexander Tilloch e fu aiutato nella messa a punto della sua tecnica dal socio del Tilloch, Andrew Foulis, e da Andrew Wilson. Nel 1803 il processo era sufficientemente perfetto per la prima stampa, che fu preparata dal Wilson. Il sistema Stanhope prevedeva l'impiego di calchi di gesso dei caratteri di stampa, della lega ordinaria. La madre ottenuta veniva poi cotta in forno e posta in una vasca di ferro con sul fondo una piastra perfettamente piana. La vasca, coperta, veniva poi immersa nel piombo fuso, il quale entrava nella stessa e penetrava tra la piastra e la madre e, galleggiando la lastra, veniva forzato nello stampo. Il processo distruggeva il gesso, quindi la forma di stampa doveva rimanere composta finché non erano stati realizzati abbastanza stereotipi-figli.
Tra il 1803 e il '05, Lord Stanhope informò della sua invenzione le università di Cambridge e Oxford. In primo luogo, nel 1804 fu preparato un accordo tra la prima università e il Wilson, secondo il quale la stereotipia si sarebbe impiegata per l'impressione di Bibbie, vangeli e common-prayer-books, ovvero lo stesso ambito d'applicazione dell'invenzione di William Ged. L'intesa tra le due parti non durò, e sfociò in una controversia; l'accordo con la Clarendon press di Oxford, invece, fu soddisfacente e l'Università versò al Wilson £ 4000 per i diritti di sfruttamento della tecnica. La società di stereotipia impiantò due officine, una a Londra, dov'era attivo il Wilson, e una al palazzo Chevening, residenza dello Stanhope. La volontà di non dare vita a controversie era stata tradotta nelle Regole che guidavano il lavoro nella tipografia: erano proibite opere contro la religione, contro i partiti politici, contro gli individui. Con intento filantropico, i libri per l'istruzione della gioventù erano stampati a prezzi scontati.
Malgrado i buoni propositi di non immischiarsi in questioni pericolose, il procedimento di stereotipia non prese piede e, com'era già successo in Scozia e in Francia, trovò l'antagonismo degli stampatori e degli editori. Le università di Oxford e Cambridge stereotipavano dal 1809 e 1807, rispettivamente, la prima anche con risultati notevoli esteticamente, ma oltre alle loro esistevano ben poche officine. I timori comuni, riportati in un giornale del tempo, erano che il notevole prezzo degli stereotipi non giustificasse l'investimento che per "venti o trenta opere" e, di converso, fosse molto rischioso con libri nuovi, dalle vendite imprevedibili con sicurezza. Difatti, il campo d'applicazione preferito della stereotipia erano appunto i lavori di costante domanda (d'argomento classico o religioso), mentre i libri "nuovi" erano, più che altro, dei mezzi per fare propaganda alla tecnica. In quello stesso articolo, quanto la stereotipia sistema Stanhope era giudicata inutile, quanto era lodata l'invenzione del torchio omonimo, ormai molto diffuso in Londra.
Rispondendo all'articolo, il Wilson difendeva il suo metodo di stampa, elencandone i pregi, allo stesso modo in cui aveva fatto James Ged:
1. Usura nulla dei caratteri mobili;
2. Le ristampe non vanno né ricomposte né rilette per gli errori;
3. Le lastre stereotipe costano il 20% delle forme di stampa equivalenti;
4. I costi della carta e della stampa possono essere distribuiti su un periodo maggiore;
5. Lo stoccaggio delle lastre occupa notevolmente meno spazio di quello dell'intera tiratura dell'opera;
6. Essendo formate dagli stessi caratteri nuovi, le lastre hanno tutte lo stesso aspetto e si usurano tutte uniformemente;
7. Le lastre corrette rimangono tali;
8. Le lastre durano il doppio delle impressioni delle forme di stampa;
9. È possibile ricavare copie delle lastre da esse stesse.

Il risparmio totale era quantificato nel 25-40%. Come si vede, la sua riflessione è sostanzialmente la stessa del Ged, poiché, pur essendo cambiati i metodi per la loro creazione, i cliché avevano lo stesso impiego di trent'anni prima.
Nel 1810 Andrew Wilson, divenuto anche editore-libraio, aveva a catalogo una quarantina d'edizioni stereotipe. Egli si era improvvisato in quel mestiere a causa dei librai londinesi che "si opponevano, con tutta la loro forza, al progresso della stereotipia", o per la loro ignoranza, o per paura che i prezzi minori per i libri che il sistema Stanhope consentiva d'imprimere avrebbero trasformato il mercato e distrutto il loro monopolio. Per quanto certamente il mondo della stampa tradizionale non amasse un metodo così diverso, che prometteva così tanto, col maturarsi della stereotipia maturarono anche le critiche ad essa. Nel 1825 il tipografo Thomas Curson Hansard rispondeva punto per punto ai pregi della stereotipia pubblicati dal Wilson:
1. La pulitura dal gesso consuma notevolmente i caratteri;
2. L'assenza di ricomposizione e rilettura nelle ristampe è compensata dal dover comporre e correggere una pagina alla volta, invece che interi fascicoli, con consumo maggiore di tempo e carta;
3. Non è possibile controbattere per mancanza di informazioni al riguardo;
4. La possibilità di piccole tirature più frequenti non è più economica di una sola di grande entità, visti i tempi per approntare i torchi e rialzare le lastre all'altezza giusta;
5. Non è chiaro che deva curare lo stoccaggio delle lastre;
6. I caratteri da stampa per la creazione delle matrici finiscono per essere usati più frequentemente che nella composizione delle forme ordinarie;
7. Le lastre corrette rimangono sì tali, ma sono comunque soggette al rovinarsi durante l'uso in tipografia, e le correzioni non sono fattibili perfettamente, come lo sono coi caratteri mobili;
8. Essendo il metallo degli stereotipi più morbido della normale lega da tipografia, pare improbabile che possano resistere al doppio delle impressioni delle forme tradizionali;
9. Considerando che le copie si fanno quando le lastre sono troppo usurate per stampare in sufficiente qualità, come possono queste copie essere più belle degli originali? Inoltre, la qualità di copie di copie non può che degradare col tempo[74].

La situazione, dunque, non era molto diversa tra la Francia e l'Inghilterra. Il tempo che i tipografi a caratteri mobili impiegavano per confutare la nuova tecnica, con discorsi precisi e valutazioni di costi accurate, tradisce un riconoscimento dell'attestazione della stereotipia e delle arti sorelle. Se non fossero state riconosciute che come una semplice bizzarria della tecnica, non avrebbero avuto così tanto spazio nei trattati e nella riflessione del settore. Non mancarono comunque riconoscimenti, come quello accordato al Wilson dalla Society for the encouragement of Arts, Manufactures and Commerce, che volle premiarlo con una medaglia d'oro nel 1810.

### Gli impieghi nelle carte valori
Difatti, malgrado tutto, la stereotipia si cominciava ad affermare, ricavandosi, nuovamente, un posto nella fabbricazione della carta-moneta. Nel 1797, quando la riproduzione stereotipica di calcografie in Francia era ormai comune, Alexander Tilloch proponeva alla Banca d'Inghilterra un suo progetto di banconota incisa dichiarato "inimitabile", che fu tuttavia scartato perché il disegno poteva essere riprodotto, se pur non esattamente, sufficientemente bene da ingannare il pubblico. Per quanto non risulti che siano stati impiegati procedimenti di stereotipia, vista l'esperienza del Tilloch nel settore, la cosa pare comunque plausibile. Un secondo tentativo fu fatto nel 1818, ma anch'esso non ebbe successo. Il primo uso sicuro dell'arte risale invece al 1809, quando il sistema di Andrew Wilson fu adottato per «the dates and numbers» di tutti i biglietti della Banca d'Inghilterra a partire dal dicembre di quell'anno. 
Un'altra applicazione anti-contraffazione della stereotipia fu proposta da Augustus Applegath nel 1817-18, che aveva brevettato un suo metodo nel 1818. Il sistema Applegath era di applicazione più semplice ed economica di quello Stanhope, poiché impiegava attrezzature e procedure meno complesse. La matrice veniva ottenuta battendo con forza la forma di stampa e/o il cliché calcografico su un cartoccio riempito di lega di piombo semi-fusa, sfruttando un apparecchio a molla. Lo stesso apparecchio, sostituita la forma di stampa con la matrice, realizzava le figlie finite. L'Applegath aveva dunque inventato un sistema totalmente politipico simile al procedimento Didot e con questo preparò le lastre per tirare quattro milioni di banconote, mai messe in circolazione per gli stessi problemi che aveva avuto il Tilloch. 

### La stampa in rotativa e ilPenny Magazine
Sempre a cavallo tra il XVIII e XIX secolo nacque l'idea di impiegare nella stampa un cilindro in luogo dell'ordinario sistema in piano. Nel 1780 Bell e Potter furono i primi a metterla in pratica, per la decorazione delle stoffe. Dieci anni dopo William Nicholson l'applicò alla tipografia, concependo una forma cilindrica, sulla quale si componeva con caratteri appositi, dal piede più stretto della spalla, che si potevano incuneare nella forma. Il suo metodo, tuttavia non uscì mai dallo stato di prototipo e fu Edward Cowper, nel 1816, a brevettare una rotativa cilindrica funzionante. A differenza del Nicholson, il Cowper impiegava stereotipi curvi e questa fu la causa del suo successo. La curvatura delle figlie, comunque, era difficoltosa, poiché era necessario prima colarle normalmente dalle madri in gesso, rigide e piane, e poi passarle al rullo, col rischio di deformarle o rovinare le lettere. Ad ogni modo, le macchine che impiegavano le lastre Cowper si diffusero, giungendo una dozzina di esse alle officine della Banca d'Inghilterra.

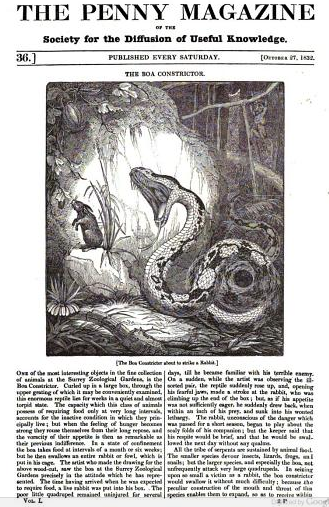
Un numero del Penny Magazine

Dopo la carta-moneta la stereotipia si diffuse nella stampa ordinaria. Al 1828 lo stampatore William Clowes conservava nei suoi magazzini sette od ottocento tonnellate imperiali di stereotipi, per conto di vari editori. Poco dopo, fu la volta dei periodici, con l'adozione del sistema Stanhope per l'impressione del Penny Magazine, praticata dallo stesso Clowes. Grazie al suo costo contenuto e alla presenza di numerose illustrazioni, la rivista poteva essere apprezzata sia dai semi-analfabeti che da chi sapesse leggere e raggiunse tirature settimanali di centinaia di migliaia di copie già dal primo anno di pubblicazione, il 1832. È importante il caso del Penny Magazine perché esso rappresenta il primo impiego commerciale della stereotipia nell'impressione di grandissimi numeri di opere di letteratura popolare. La possibilità di riprodurre, potenzialmente all'infinito, una sola forma di caratteri, consentiva di avere le stesse pagine in stampa su più torchi e di produrre molti esemplari in tempi brevi.
La Rivoluzione industriale ormai in pieno svolgimento cambiò anche l'attitudine nei confronti della stereotipia. Il Penny Magazine, pur non nascondendo le difficoltà nell'impiegare correttamente il sistema Stanhope descrivendo il lavoro nella tipografia che lo stampava, ne era l'esempio vivente del successo. I problemi che la tecnica aveva, sottolineati dallo Hansard, avevano cessato di esistere, specialmente per un giornale di piccolo formato e otto pagine: il deposito delle lastre e la re-impressione secondo necessità effettivamente consentivano un risparmio notevole di spazio in magazzino, anche perché il tempo massimo di stoccaggio, vista la periodicità della rivista, non poteva andare oltre la settimana, i costi della rilettura erano insignificanti, data la paginazione, e le tirature meccanizzate in gran numero valevano i costi e il tempo dell'approntamento della stampa. Tra i contributori della diffusione del giornale fu anche Augustus Applegath il quale, dopo il fallimento delle sue banconote, sfruttò l'esperienza guadagnata nella stampa in grandi tirature e realizzò con Edward Cowper una versione migliorata della macchina piano-cilindrica König, capace di stampare automaticamente i due lati del foglio, impiegando 3 ¾ secondi a facciata. Alla metà del secolo, il giornalista George Dodd scriveva:
(Dodd, 1852?, Printing: its modern varieties, p. 9)
L'industrializzazione e l'alfabetizzazione crescente avevano trovato alla stereotipia l'impiego che sarebbe divenuto il più rappresentativo e il più importante della tecnica: la stampa di consumo.

## Il sistema Genoux

### Nascita del procedimento a flano umido
Nel 1807 Jean-Baptiste Genoux presentò alla Societé d'émulation des Hautes-Alpes di Gap una sua memoria su un "nouveau procédé de stenotypie", alla quale allegava delle tavole da lui realizzate con quel procedimento. Malgrado l'interessamento del ministero dell'Interno, il Genoux non rese pubblica la sua invenzione, per non rovinare gli stampatori tradizionali. Si decise di farlo una ventina d'anni dopo, constatato il mancato progresso della stereotipia riguardo alla semplicità ed economia d'esecuzione.
Il 5 maggio 1829 il Genoux, rappresentato da Mathieu-Placide Rusand, libraio, depositò domanda di brevetto per un suo sistema di stereotipia, che chiamò "stéréotypie genouxienne"; il brevetto gli fu concesso il 26 giugno successivo. Il nuovo metodo era radicalmente diverso da tutti quelli impiegati fino a quel momento, e l'unico predecessore che può trovarglisi sono le matrici in pasta di carta tedesche del XVI secolo. Gli stampi del Genoux, poi universalmente conosciuti come flani, erano fatti da sette strati di carta, fra i quali era spennellato un mastice, e la cui parte in contatto con gli occhi della forma era ricoperta di olio e sanguigna. Una volta poggiato lo stampo sulla forma, l'assieme veniva prima passato sotto il rullo tira-bozze e poi posto in pressa fino all'asciugatura del mastice. Intorno alla matrice veniva incollato del cartone, per dare più rilievo ai caratteri calcati durante la colata. La matrice così preparata era inserita tra due piastre di ferro, sulle quali erano incollati dei fogli di carta, fino a raggiungere lo spessore dato dal cartone. La lega di stampa veniva colata da un foro praticato in una delle lastre di ferro e la lastra della pagina usciva dalla fusione, "perfetta". La superiorità della stereotipia genussiana (se così si può italianizzare) era data, a detta del suo stesso inventore, dall'impiego della carta. Infatti, non era più necessario avere grandi vasche di piombo in fusione, come col sistema Stanhope, preoccuparsi dell'aria rimasta intrappolata nei calchi di gesso o argilla, o impiegare le leghe particolari per i caratteri per impressionare le matrici metalliche richieste dal sistema Didot.

### I successori del Genoux
Nel 1830, essendo l'inventore incapace di sfruttarlo, brevetto fu ceduto, per il solo dipartimento del Rodano, al Rusand e per la Valchiusa a François Seguin; nel 1835 i diritti per la Francia restanti passarono ai fratelli Gauthier di Bordeaux e all'ingegner Henri Landrin di Parigi. Quelli che ricevettero il brevetto apportarono modifiche, non molto significative, ma nondimeno necessarie, all'originale procedimento del Genoux, che era lungi dall'essere perfetto e del quale egli stesso si era disinteressato. Difatti, le addizioni al brevetto ottenute dal Rusand testimoniano che buona parte delle lastre o era da scartarsi perché non riproduceva soddisfacentemente la forma, o si sciupava durante la fusione; inoltre, la composizione delle matrici di carta non era ancora perfetta e l'asciugatura delle stesse aveva bisogno di notevoli attenzioni. La stereotipia genussiana, nel complesso, non era praticabile con profitto e avendo il Genoux ceduto i diritti a più persone, gli investimenti nello sviluppo non erano garantiti da grandi tirature potenziali. Al 1835 l'unica officina (almeno in Francia) che praticava quel particolare sistema di stereotipia era proprio quella del Rusand, divenuto concessionario del brevetto per quattro dipartimenti. Per quanto i vantaggi economici non fossero ancora evidenti, la potenzialità del procedimento è attestata dalla comunicazione del segreto industriale alla concorrenza del Rusand, che doveva anch'essa essere interessata alla novità.
Tra i perfezionamenti aggiunti al brevetto originario è doveroso ricordare l'ormai ordinaria duplicazione di incisioni, affiancata dalla musica e dalle nuove litografie, ma ha certamente maggior importanza quella dell'introduzione in Francia delle lastre cilindriche modernamente create, ottenute dal Landrin piegando il flano, che avrebbero dato il meglio di loro in coppia con le perfezionande macchine da stampa rotative. Tuttavia, vent'anni dopo l'invenzione, il procedimento era ancora poco diffuso, preferendoglisi in Gran Bretagna, dove pure era stato introdotto da Moses Poole nel 1839, la stereotipia Stanhope e in Francia l'elettro-formatura. Riguardo alla Francia, però, le notizie sono contrastanti, visto che risulta anche un notevole successo del procedimento a flano su quello a gesso, grazie all'opera di Léon Curmer. 
Grazie alle cessioni del brevetto, la stereotipia con stampo di carta era divenuta, se non di largo impiego, quantomeno conosciuta, e per tutta Europa si studiavano migliorie al procedimento. In Inghilterra era stato proposto di sostituire il materiale del flano con carta o pasta di questa molto soffice e spugnosa, sufficientemente spessa da non dover incollare fogli insieme e da abolire l'uso della pressa. Le modifiche più significative al processo, comunque, furono effettuate al livello della matrice, per la quale alla lega da stampa si sostituirono vari materiali, quali paste bituminose e celluloide. Alla metà del secolo il sistema Genoux aveva raggiunto un'affidabilità tale da poter essere applicato nella stampa, dai tempi molto più stringenti rispetto ai libri, dei giornali quotidiani, cominciando col francese La Presse nel 1852, aprendosi definitivamente la strada che era stata segnata dal Penny Magazine.

## L'introduzione in Italia

### La stereotipia a Cremona

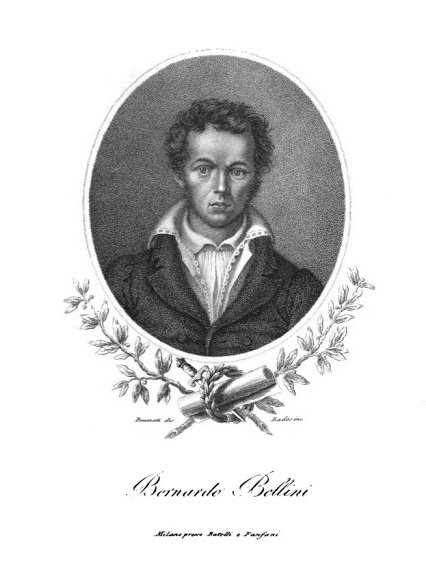
Bernardo Bellini

È opinione comune che la stereotipia in Italia sia stata introdotta a Torino nel 1829, anno fatidico per la storia della stampa nel Paese, dai tipografi Chirio e Mina. Essi erano soci del Genoux, il quale venne nella città a dare dimostrazione della sua arte davanti a due soci dell'Accademia delle scienze locale, che giudicarono ottimamente il procedimento, per quanto ancora nella sua fase acerba. In quello stesso anno e per cura degli stessi soci era stata anche valutata la domanda di privilegio di Giuseppe Pomba per impiegare il torchio meccanico Miller. Le origini dell'arte in Italia, però, sono da ricercarsi nel 1822, quando Bernardo Bellini e Giacinto Zambruni, cremonesi, furono premiati "per un nuovo metodo economico nuovamente introdotto di stereotipia". I due conoscevano l'opera del Didot e dello Herhan, alla quale esplicitamente si rifacevano, e dichiaravano di volerla rendere più economica e più comoda nell'applicazione, auspicandone un uso specialmente per i libri di scuola, con lo stesso intento filantropico dello Stanhope. 
È necessario specificare che il procedimento Didot era stato studiato nello stesso periodo anche da Lorenzo Manini, pure cremonese, il quale pare non l'abbia voluto adottare mancando un mercato sufficientemente grande a giustificare l'investimento negli stereotipi. Al presentare la domanda di partecipazione al concorso dell'Istituto lombardo, i soci dichiararono i pregi del loro sistema, superiore a quello francese per la sottigliezza delle matrici, tempi minori di colatura delle stesse e soprattutto un costo minimo delle forme-madri. Purtroppo, non è dato sapere il materiale di cui fossero fatte queste madri; se, com'è stato ipotizzato, fossero state di carta, certamente economica, la stereotipia genussiana non sarebbe stata inventata in Francia, ma in Italia. Il sistema era talmente semplice che gli stampi potevano essere ottenuti con la semplice pressione delle mani, per quanto, ovviamente, strumenti più progrediti portassero risultati più esatti. 
Nello stesso 1822, allontanato lo Zambruni, il Bellini si mise in società col libraio Luigi de Micheli e aprì una stamperia stereotipa. L'inesperienza dei due nel campo, però, li portò a compiere un grande errore di valutazione, cioè di stampare qualunque cosa gli fosse ordinata in stereotipia. Malgrado le dorate descrizioni dei propagandisti del sistema, creare una matrice anche per un manifesto da tirarsi in poche copie (con impiego e immobilizzazione minimi dei caratteri mobili) non poteva che essere un'operazione puramente in perdita, che amplificava solo i difetti della stereotipia. La valutazione del sistema, effettuata per il concorso dei premi d'industria del 1824, tradisce anche una scarsa dimestichezza della tecnica, giustificabile vista la novità del procedimento in Italia, che portò a vedere solo i pregi dell'impiego delle lastre, senza i problemi e i maggiori costi che queste portavano, come avevano già fatto il Ged, il Wilson e gli altri pionieri. 
La relazione per l'Istituto lombardo, infatti, riporta gli stessi vantaggi che erano stati innumerevoli volte ricordati nel passato: scarsa usura dei caratteri, durata maggiore delle lastre rispetto alle forme, eccetera. Ad ogni modo, i libri che la nuova tecnica aveva prodotto furono premiati con medaglia d'oro, ma non mancarono appunti sulla qualità dell'impressione che, come quella del Sallustio del Ged, mancava di una buona correzione delle bozze e di caratteri di qualità. Il sistema, scusabile per l'inesattezza dei suoi primi saggi, guadagnò la fiducia dell'Istituto, che lo riconobbe in grado, una volta perfezionato, di competere con le edizioni Didot. L'auspicato miglioramento della qualità della stampa purtroppo non venne e nel 1828, a riguardo di una delle edizioni Bellini e De Micheli, la Biblioteca Italiana ebbe a scrivere «di una stampa sì mal riuscita, che le opere si leggono a stento». Esauritasi la pubblicità ricevuta per la novità del sistema, l'incapacità amministrativa del Bellini portò alla cessazione di ogni attività nel 1838.

### Gli sviluppi in Piemonte
Cessata l'esperienza cremonese, la pratica stereotipica in Italia si concentrò nel Piemonte, ma non presso la tipografia Chirio e Mina o il Pomba, i quali non erano riusciti a mettere in atto con efficienza commerciale il sistema genussiano, pure continuando a praticarlo almeno fino al 1832, ma presso Giacinto Marietti. Nel 1838 egli decise di impiegare la stereotipia per i suoi libri, quasi esclusivamente di ambito scolastico o religioso, e quindi perfettamente adatti a un impiego fruttuoso della tecnica. Il metodo impiegato era stato inventato da Giuseppe Giozza, che spalmava gesso su un flano di carta assorbente imbevuta d'acqua. Il Marietti ebbe anche l'accortezza di non abbandonare la tipografia tradizionale e riuscì ad avere un discreto successo; i suoi libri scolastici, più economici della concorrenza, erano esportati per mezza Italia e l'economia di scala data dalle alte tirature contribuiva a tenerne il prezzo basso. La qualità della stampa era ritenuta al pari o addirittura superiore di quello che si faceva in Francia o Inghilterra.

## Il processo a flano asciutto
La convinta affermazione della stereotipia genussiana col procedere del secolo XIX scoprì i difetti insiti nel metodo: i flani dovevano essere adoperati quando erano ancora umidi, quindi non potevano essere preparati con troppo anticipo, e l'incollaggio doveva essere perfetto, per non incorrere in sbollature tra i fogli e quindi in un calco da scartarsi. L'asciugatura ad alta temperatura della carta, inoltre, produceva un ambiente malsano e induceva danni ai caratteri delle forme.

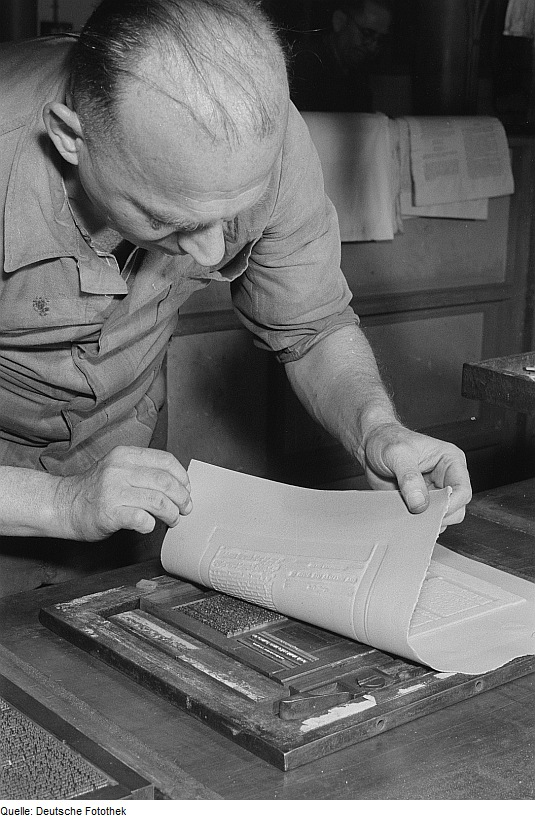
Estrazione di un flano asciutto dalla forma di caratteri, nel 1953

Nel 1887 George Eastwood cominciò a lavorare a un sostituto del flano umido. Il suo primo risultato fu un procedimento ibrido, in cui la forma di carta che riceveva l'impressione era composta di due parti, di cui solo una, quella direttamente in contatto con gli occhi delle lettere, era impregnata di una sostanza collosa. La maggiore asciuttezza dello stampo non richiedeva più la pressa durante l'asciugatura, ma era comunque necessario tenerlo in caldo perché le colle seccassero completamente. Nel '93 l'Eastwood brevettò, in America almeno, un suo metodo di ottenere matrici da flani umidi, e, nel Regno Unito, l'idea dello stampo asciutto che l'ha reso famoso. Il sistema dell'Eastwood impiegava dei fogli spessi di carta assorbente, i quali venivano preparati spalmando sulla loro superficie una colla particolare e poi fatti asciugare all'aria; una volta asciutti, i flani erano pronti e potevano essere tenuti in magazzino per un tempo indefinito. Prima di ricevere l'impressione, essi andavano inumiditi e l'umidità in eccesso rimossa con gesso; il calco si otteneva premendo con una platina il flano, riscaldato con aria calda per ammorbidirlo, sulla forma. Una volta freddatosi il tutto, si otteneva uno stampo pronto per l'uso. Come si vede, il procedimento era molto più spedito di quello del Genoux e contava meno passaggi difficili, come il riscaldamento in pressa.
Nello stesso periodo, Herrmann Schimansky elaborava un'idea simile a quella dell'Eastwood, che brevettò in Germania nel 1894 e in America nel '98. I flani dello Schimansky erano in fibre vegetali, e venivano resi porosi, come la carta assorbente dell'altro metodo, impregnandoli prima in una base poi in un acido. La neutralizzazione avrebbe creato gas, che avrebbe aperto le fibre. Similmente al sistema Eastwood, i fogli per il calco venivano ricoperti di colla e, lasciati asciugare, erano pronti per l'uso. Malgrado i problemi di nettezza dell'impressione che affliggevano entrambe le invenzioni, queste sono state la base del procedimento usato per la stampa stereotipa moderna fino al suo abbandono, contestuale a quello della tipografia al piombo.

## Impieghi attuali
Uno dei pochi usi rimasti della stereotipia è nella fabbricazione dei timbri in gomma: preparando uno stampo in gesso, caolino e talco è possibile riprodurre per semplice pressione caratteri da stampa o incisioni. Questo sistema, praticabile economicamente solo dalle tipografie più antiche, che ancora possiedono polizze di caratteri, è sostituito dalle impressioni flessografiche di fotopolimeri o dall'incisione laser della gomma, che consentono una molto maggiore libertà di composizione.